# Karel Lešanovský
Karel Lešanovský (26. ledna 1929, Pacov – 25. dubna 2013 Děčín), skautskou přezdívkou Kay, byl český skautský historik a publicista.

## Život
Narodil se v Pacově. V mládí byl členem Sokola. Během protektorátu byl vyloučen ze studia na střední škole pro své politické názory. Ke skautingu se dostal během války skrze Foglarovy čtenářské kluby Mladého hlasatele. Po válce založil v Pacově skautský oddíl Junáka; hned v roce 1945 se účastnil vůdcovského kurzu vedeného Karlem Průchou. V roce 1948 odmaturoval a nastoupil do Prahy na Fakultu věd hospodářských ČVUT ke studiu ekonomie. Zákaz Junáka v roce 1948 velmi těžce nesl; se dvěma spolužáky se dokonce snažil iniciovat vytvoření ilegálního vedení Junáka. I přes neskrývaně negativní postoj ke komunistickému režimu mu bylo umožněno dostudovat, po studiu však musel nastoupit do práce jako stavební dělník do Hukostavu Košice. Po základní vojenské služby pracoval v Turčianských strojárniach v Martině.
V roce 1958 ztratil v důsledku třídně-politických prověrek zaměstnání, nové našel až po dlouhém hledání v Koh-i-nooru Děčín. Zde navázal styky s místními skauty a v roce 1968 se zapojil do obnovy Junáka jako předseda Sdružení přátel Junáka. Působil také v Klubu angažovaných nestraníků. Po sovětské okupaci a opětovném rozpuštění Junáka v roce 1969 znovu přišel o práci a byl jako evidovaný protistátní živel pod stálým dohledem Státní bezpečnosti. Jím založené děčínské oddíly zůstaly fungovat pod hlavičkou jiných organizací, žádný nevstoupil do Pionýra. Působil také jako samizdatový historik-samouk, připravil např. sbírku Se štítem a na štítě a katalogizoval pozůstalost Rudolfa Plajnera. Jeho historická práce byla velmi kvalitní, založená na zevrubném shromažďování a studiu archiválií.
Během sametové revoluce významně pomohl při obnově Junáka, kterého i zastupoval v děčínském Občanském fóru. Od počátku byl členem a později předsedou Historické komise Junáka, která měla za úkol dokumentovat historii českého skautingu a podpořit smír mezi znesvářenými frakcemi organizace; věnoval se zejména kontroverznímu období 1968–1970. V pozdějších letech se ve své historické práci zaměřoval na problematiku skautů-komunistů – v jejich loajalitě ke skautingu a komunistické ideologii shledával neslučitelný rozpor. Věnoval se i přednáškové činnosti a udržoval rozsáhlou korespondenci.
Byl laureátem četných skautských vyznamenání, včetně Řádu stříbrného vlka a Zlaté syringy, členem Svojsíkova oddílu, zakládajícím členem Oddílu Velena Fanderlika a spolupracovníkem Skautského institutu A. B. Svojsíka. V roce 2013 byl vyznamenán ministerstvem obrany jako účastník třetího odboje.

## Dílo
Publikační činnost veřejná i samizdatová (samizdaty uloženy v knihovně Libri prohibiti a v archivu Skautského institutu A. B. Svojsíka):
- Návrh ilegálního vedení Junáka po prvním komunistickém zákazu [spolu s E. Pachmannem a J. Hanzlíkem] (1950)
- Jak soudy a prokuratura nedodržují tiskový zákon (1971)
- Z odkazu T. G. Masaryka mladým generacím (1982)
- Úvahy nad Zelenou knihou Muámmara Al-Kaddáfího (1984)
- Soupis písemné pozůstalosti Dr. Rudolfa Plajnera (1989)
- Kdo to byl Koniáš a naši Koniášové 20. století (1989)
- Trojí násilné potlačení a obnova skautského hnutí v Československu (1990)
- Čistší stůl novým skautským generacím (1991)
- Jaspersova otázka viny a její význam pro českou současnost (1992)
- Projev ze dne 28. 10. 1992 při odhalení pamětní desky děčínským legionářům popraveným za druhé světové války (1992)
- Pathfinding – hledání dobré stezky (1992)
- Vznik a činnost skautské družiny působící ve Federálním shromáždění Československé republiky v letech 1990–1992 (1992)
- Historie skautingu v Děčíně v letech 1968–1970 (1993)
- Vůbec nic z historie a jen něco málo o politice (1993)
- Osobní připomínky a doplňky Podkladů k jednání skautské sekce konference Evropské hodnoty demokracie a výchovy po zkušenostech s komunistickou totalitou (1994)
- 70 let skautingu v Děčíně (redakce a spoluautorství) (1994)
- Slíbili jsme něco navíc (1994)
- Svatopetrská noc českého skautingu (a nejen jeho) (1995 a 2004)
- Zrušme soukromé Blaníky! (1996)
- Historie Junáka 1968–1970: tehdejší události a jejich následky (1996)
- Audiatur et altera pars (1997)
- Diskusní příspěvek na semináři o mimoškolní výchově pořádaném Evropským hnutím a Univerzitou Karlovou v Praze (1997)
- Ještě o té výchově k demokracii (1998)
- Skauti a skautky věznění komunistickým režimem (1998)
- Smutné zkušenosti českého skautingu se ztrátou samostatnosti a se sjednocovacími snahami (1998)
- Snahy komunistů ovládnout Junáka zevnitř a následky těchto pokusů v minulosti i současnosti. In: Sborník z konference vydaný Evropským hnutím a Univerzitou Karlovou (1998)
- Se štítem a na štítě (2000 a 2001)
- Skauti proti komunistickému totalitnímu režimu. Filosofická fakulta UK v rámci kurzu "Třetí (protikomunistický) odboj" (2000)
- Poznámky k vývoji českého skautského slibu (2001, s pozdějšími doplňky Václava Noska)
- Soubor doplňků a oprav knihy "Se štítem a na štítě" shromážděných od 31. 3. 1999 do 31. 3. 2004 (2004)
- Bibliografie Mgr. Ladislava Ruska – Šamana (2007)
- Poznámky ke vzniku a historii Skautského oddílu Velena Fanderlika (2008)
- Komunismus a skauti-komunisté (2009)
- Texty ve sborníku Slibuji na svou čest: Význam skautského slibu (2011)